# New Romantics (pjesma Taylor Swift)
"New Romantics"  "" je pjesma američke pjevačice i tekstospisatljice Taylor Swift za svoj peti studijski album, 1989 (2014.). Ova pjesma je posljednja pjesma na deluxe izdanju albuma. Pjesma je izdana na iTunes Storeu 3. ožujka 2015. kao peti promotivni singl i zauzela je mjesto u Billboard Hot 100 na broju 71.

## O pjesmi
Naslov pjesme referenca je na "New Romantics" kulturni pokret 1970-ih i 1980-ih; novi val glazbenog stila te ere utjecao je na synth-pop produkciju pjesme. Stihovi otkrivaju kako Swift vraća nade i energiju nakon što je pretrpjela emocionalne poteškoće. 
Pjesma se nalazi na 16. mjestu te je ujedno i zadnja pjesma na Deluxe verziji Swiftinog petog studijskog albuma 1989 (2014.). Tijekom 1989 World Tour, Swift je ovu pjesmu izvodila kao drugu, odmah nakon "Welcome to New York". Pjesmu je također izvodila kao uvodnu pjesmu tijekom koncerata koje je održala u 2016. i 2017. godini.
"New Romantics" dostupan je za digitalno preuzimanje kao promotivni singl od strane Big Machine Recordsa 3. ožujka 2015. Na američki radio objavljen je kao sedmi i posljednji singl s albuma 1989 23. veljače 2016. godine, u izdanju Republic Recordsa u partnerstvu s Big Machineom.
Glazbeni video pjesme, kompilacija snimaka s 1989 World Tour, objavljen je 6. travnja 2016. Singl je zauzeo 46. mjesto na američkom Billboard Hot 100 i ušao u prvih 40 na ljestvicama u Australiji, Belgiji, Libanonu i Škotskoj. Zlatne certifikate dobio je u Australiji i SAD-u.  
Mnogi kritičari žalili su zbog isključenja pjesme iz standardnog izdanja albuma i pozdravili su energičnu i živahnu atmosferu pjesme; neki su "New Romantics" svrstali među najbolje pjesme Swiftine karijere. Nekoliko drugih nije bilo toliko impresionirano, smatrajući pjesmu zaboravnom. Rolling Stone 2019. godine uvrstio je pjesmu na svoj popis 100 najboljih pjesama desetljeća 2010. godine.

## Ljestvice
| Ljestvice                  | Najviša pozicija |
| -------------------------- | ---------------- |
| Australija                 | 35               |
| Belgija                    | 33               |
| Francuska                  | 190              |
| Japan                      | 90               |
| Kanada                     | 24               |
| Libanon                    | 19               |
| Sjedinjene Američke Države | 9                |
| Slovačka                   | 58               |
| Škotska                    | 40               |
| Ujedinjeno Kraljevstvo     | 132              |